# Platyptilia vinsoni
Platyptilia vinsoni là một loài bướm đêm thuộc họ Pterophoridae. Loài này có ở Mauritius.